# كلية الطب (جامعة بورسعيد)
كلية الطب جامعة بورسعيد هي كلية حكومية مصرية أنشئت بالقرار الجمهوري رقم 1035 لسنة 2013 وتعتمد حالياً على بنية أساسية مكونة من عشرة مباني تحتوي على قاعات متعددة للتدريس ومعامل ومدرجات ومكتبة ومعمل مهارات ومعمل كمبيوتر.

## منشآت الكلية
مركز الاختبارات الإلكترونية والخاصة بالقطاع الطبي بكلية الطب، تشمل 570 جهازًا موزعين على 8 قاعات رئيسية، بالإضافة إلى مركز معلومات خاص بمنظومة التشغيل للمركز، وهو في طور الانتهاء استعدادًا لتشغيله.

## المستشفى الجامعي
في 18 يونيو 2021، أكد رئيس جامعة بورسعيد، أن الجامعة تستعد لافتتاح المستشفى الجامعي الضخم بتكلفة إنشاءات هذا المستشفى قد قاربت المليار جنيه، وبه 16 غرفة عمليات يجهز منها 10 غرف على أعلى مستوى طبى من التقنيات التي تستخدم نظام الكبسولات التي تعتبر متطلب أساسيا في الجراحات الدقيقة وسعر تكلفة الكبسولة الواحدة 7 ملايين جنيه أي أن سعر 10 كبسولات 70 مليون جنيه والدولة ووزير التعليم العالي وفروا إمكانات ضخمة للجامعة لإنهاء المستشفى.